# 戰略模糊
戰略模糊（英語：strategic ambiguity）是一種外交政策，其特點為透過模棱兩可的政策論述表達對某一國際事務的關切，但不直接點明其真正意向。這種策略建立於威懾理論之上，可以同時產生嚇阻及保證的雙重效果，但也同樣面臨極其不確定的風險。與之相反的策略則稱作戰略清晰（strategic clarity）。

## 美國

### 臺灣問題
1979年美国與中華民國斷交並轉而與中华人民共和国建交，透過《美中三公報》確立美國的對台政策為「不承認臺灣或中華民國為主权国家，同時又以《六項保證》與《臺灣關係法》為基礎，承諾盡可能的協助臺灣的自我防衛能力」。在此一政策之下，美國不肯明確承諾假使中国人民解放军武力犯台，將會以武力干預阻止，此即美國對台的戰略模糊政策。該政策長年以來被華盛頓政界公認達到「雙重嚇阻」（dual deterrence）的效果：亦即使北京不敢輕舉妄動的同時，也警告臺北不得脫離美國所能接受的外交主張，否則美軍不一定會协防台湾。
然而，1996年臺海飛彈危機的爆發使得戰略模糊的政策開始受到質疑，時任美国总统比尔·克林顿也罕見以派出航空母艦戰鬥群至台灣海峽巡弋的方式進行武力震攝；繼任的小布希總統隨後也在接受《ABC新聞》採訪時對戰略模糊作出調整，聲稱「美國有義務使用一切辦法協助台灣防衛」，被視作是美國開始走向「戰略明確」。此舉招致了民主黨參議員乔·拜登的批評，其投書《华盛顿邮报》稱「美國基於自身利益應協助臺灣維持其民主制度，但並無義務防衛臺灣」。不過，後續因911事件的發生使華府決定重新與北京展開合作，戰略模糊因而繼續維持。
到了2010年代末期，美中關係因美中貿易戰和中國開始加劇對台軍事威嚇等因素惡化，華府再次出現了質疑戰略模糊成效的聲浪，政界並為此展開激辯；其中多位共和黨籍的国会议员和保守派智庫均呼籲應放棄戰略模糊，明確表達美國將以武力回應中國侵台。時任總統唐納·川普領導的美國政府開始一連串的友台舉措，甚至首度派遣內閣閣員訪問臺灣，但白宮和國務院均堅稱未放棄戰略模糊政策；而其後的拜登政府亦延續川普政府的對台路線，總統乔·拜登本人甚至多次明確回應「美國有协防台湾的承諾」，白宮仍表示總統此舉並未打破戰略模糊。故有輿論認為，拜登政府並不想放棄戰略模糊的大方針，但整體戰略內容已逐漸朝「清晰化」的方向發展。
2022年9月，拜登總統在CBS《60分鐘》採訪中，當被問及美軍是否會保衛中國聲稱擁有主權的台灣時，拜登回答說：「是的，如果實際上發生了前所未有的攻擊。」當被問及這是否意味著與乌克兰不同，美國軍人將在中國入侵的情況下保衛台灣時，拜登回答說：「是的。」哥倫比亞廣播公司的採訪，是拜登似乎超越了美國長期以來對台灣政策的最新一次表態；其聲明比以前關於派遣美国军队保衛台灣的聲明更加清晰。

### 以色列
美國雖自1948年以色列建國時即給予外交承认，但考量到拉攏周邊的阿拉伯國家以對抗共產集團，華府並未與以色列簽署共同防禦條約，亦未承諾戰爭時介入協助。然而，以色列仍然被普遍視作是美國在中东地區的主要盟友，美國也持續出售先進攻擊型武器給以色列。

### 烏克蘭
1991年苏联解体，乌克兰脫離苏联獨立並獲俄罗斯的外交承认。在葉爾欽執政期間俄羅斯一度與西方國家交好，但北約並未如同華約般直接解散，某種程度上仍然提防著俄羅斯；普丁掌權後，俄國的經濟與軍事實力大增，也開始與西方漸行漸遠，並開始對格鲁吉亚、烏克蘭等鄰國展現野心，並在2014年時武力吞併克里米亞。
克里米亞危機後，西方國家開始對俄羅斯提高警覺，美国對烏克蘭採取類似臺灣的戰略模糊政策，一方面在經濟與軍事上援助烏克蘭，包括協助訓練烏克蘭軍隊提升戰力；另一方面則不明確表態是否同意烏克蘭加入北約，避免涉入與俄羅斯間的衝突。華府認為，這樣的戰略模糊同樣可以達到雙重嚇阻的效果，亦即警告俄方不准對烏克蘭動武的同時，也防止烏克蘭採取過度親歐的主張激怒莫斯科。然而，隨著俄羅斯於2022年初入侵烏克蘭，美國對烏的戰略模糊也徹底宣告失效。

## 英國
若遭受到第一次核打擊導致政府功能遭到摧毀，英國政府將不會承諾是否使用弹道导弹潜艇進行核報復，此即英国對於核戰術的戰略模糊。通常英国首相在上任後，都會撰寫一封「最後手段之信」並秘密封存，萬一發生核戰等危機導致內閣全員覆滅時，該封信就會被交到執行核報復的艦長手中。

## 伊拉克
伊拉克在萨达姆·侯赛因掌權期間，對於是否持有大規模殺傷性武器始終抱持「既不承認、也不否認」的模糊態度，一方面要規避《安理會第687號決議》的限制，另一方面則又要確保國內民眾及其鄰國（特別是伊朗）相信其確實擁有這類武器，以進行武力威懾。不過美国和盟國在2003年發動伊拉克战争後入侵伊拉克，卻找不到大規模殺傷性武器的證據。

## 外部連結
- Arms Control Association: U.S. Nuclear Policy: "Negative Security Assurances"（英文） （页面存档备份，存于）